# 3074 Popov
3074 Popov è un asteroide della fascia principale. Scoperto nel 1979, presenta un'orbita caratterizzata da un semiasse maggiore pari a 2,3381886 UA e da un'eccentricità di 0,1122614, inclinata di 2,42178° rispetto all'eclittica.
L'asteroide è dedicato al fisico russo Aleksandr Stepanovič Popov.